# Pomander

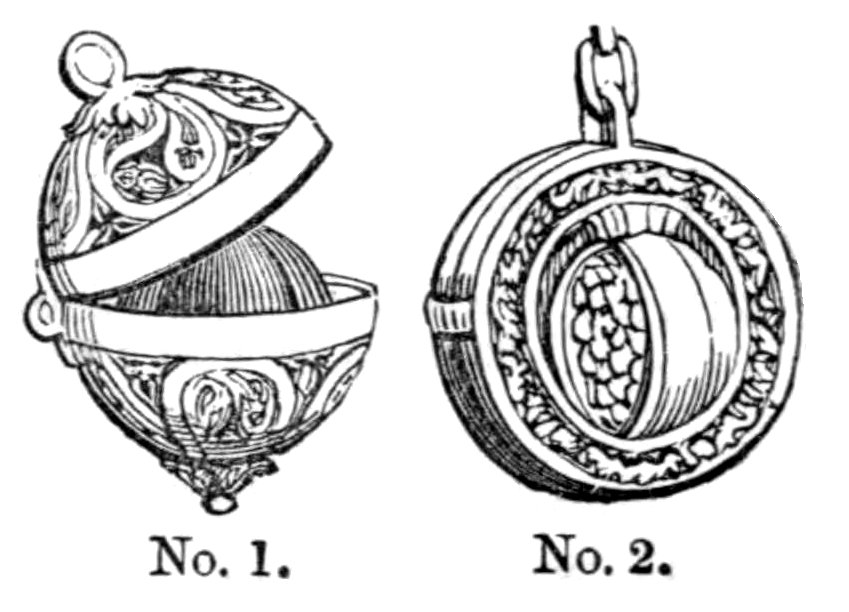
Wereldbol en pomander

Pomander is een juweel in bolvorm dat in de middeleeuwen en de renaissance door edellieden werd gedragen als geurverspreider of als afrodisiacum. De naam vindt zijn oorsprong in het veelvuldig gebruik van ambergris als geurstof, die vervormd werd naar pomme ambre (amber appel) en wijzigde in pomander.

## Gebruik
Soms waren deze geurbollen voorzien van verschillende delen waardoor meerdere geurende stoffen in de pomander konden zitten. Omdat men vroeger geloofde dat de goede geuren de lucht zuiverden van ziektes en infecties werden de reukballen gebruikt als aromatherapie.
Deftige dames droegen de juwelen ook wel tussen de plooien van hun rokken om luizen te verdrijven of om de schaamlucht te maskeren.

## Afbeeldingen

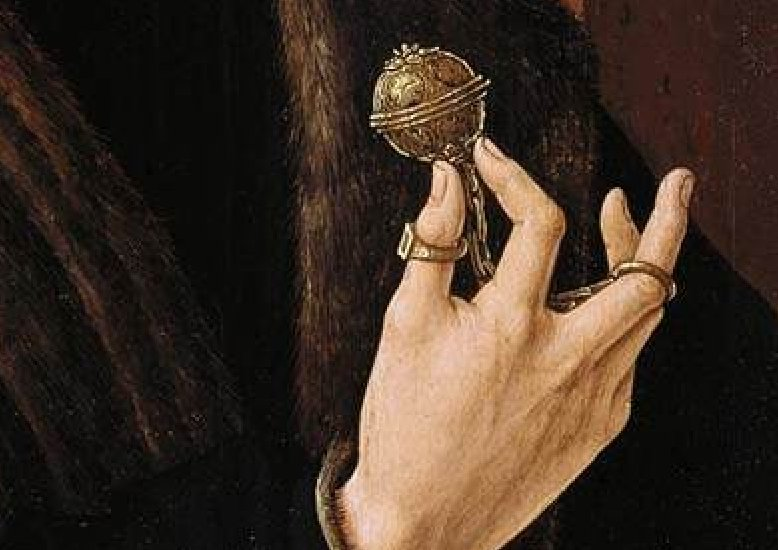
Pomander uit portret van Burgemeester van Alkmaar Jan Gerritz van Egmond van de Dijenborgh door Jacob Cornelisz. van Oostsanen (1518)
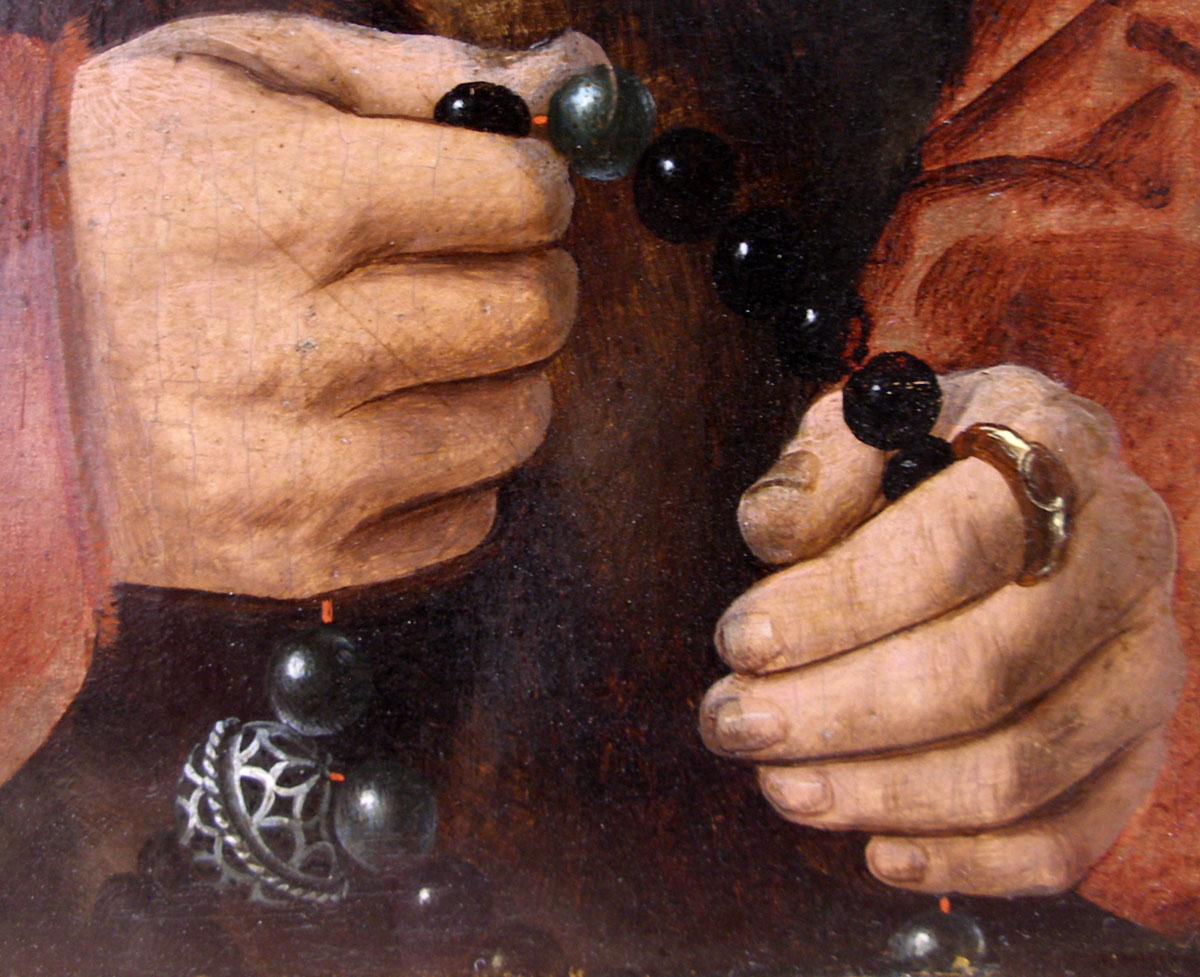
Pomander uit een portret door Bartholomeus Bruyn de oudere (1528)
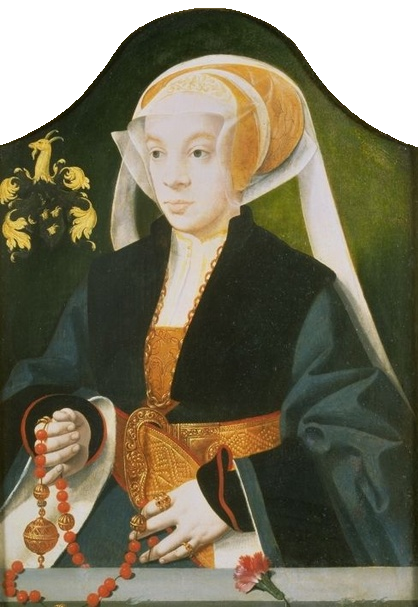
Vrouw met pomander door Bartholomeus Bruyn de oudere (1547)